# Куп Мађарске у фудбалу 1921/22.
Куп Мађарске у фудбалу 1921/22. (мађ. 1921–1922-es magyar labdarúgókupa) је било то шесто издање такмичења Купа Мађарске, на којој је по други пут тријумфовала екипа ТК Ференцвароша. Због избијања Првог светског рата такмичења у купу нису одржавана у периоду између 1915. и 1920. године. Турнир је настављен у сезони 1921/22.

## Четвртфинале
| 1. екипа           | Резултат | 2. екипа      |
| ------------------ | -------- | ------------- |
| ФК Ференцварош     | 7 : 0    | ФК Ђер        |
| ФК Трећи округ ТВЕ | 2 : 1    | ФК Ержебет ТК |
| ФК Ујпешт          | 1 : 0    | ФК Сегедин АК |
| ФК Сомбатхељ       | 2 : 1    | ФК МТК        |

## Полуфинале
| 1. екипа       | Резултат | 2. екипа           |
| -------------- | -------- | ------------------ |
| ФК Ференцварош | 4 : 0    | ФК Трећи округ ТВЕ |
| ФК Ујпешт      | 1 : 0    | ФК Сомбатхељ       |

## Финале
| 1. екипа       | Резултат | Резултат | 2. екипа  |
| -------------- | -------- | -------- | --------- |
| ФК Ференцварош | 2 : 2    | 1 : 0    | ФК Ујпешт |

| ФТК                               | 2 : 2    | УТЕ                             |
| --------------------------------- | -------- | ------------------------------- |
| Михаљ Патаки 14’ · Ерне Шварц 52’ | Извештај | Јожеф Шалер 1’ · Лајош Коша 73’ |

### Разигравање
Како је прва утакмица одиграна нерешено 2 : 2, МЛС је тражио да се игра утакмица разигравања, да би се одлучио победник.
| ФТК              | 1 : 0    | УТЕ |
| ---------------- | -------- | --- |
| Карољ Вагнер 48’ | извештај |     |